# Kieslaufwolf
Der Kieslaufwolf (Pardosa wagleri) ist eine Spinne aus der Familie der Wolfspinnen (Lycosidae). Die Art ist paläarktisch verbreitet und bewohnt sowohl entsprechend ihrer Trivialbezeichnung kiesige Ufer von, jedoch auch Schotterbänke an fließenden Gebirgsgewässern.

## Merkmale
Das Weibchen des Kieslaufwolfs erreicht eine Körperlänge von sechs bis 8,2 und das Männchen eine von fünf bis 5,7 Millimetern. Damit ist die Art wie viele Laufwölfe (Pardosa) ein kleinerer Vertreter der Wolfspinnen (Lycosidae) und entspricht vom grundsätzlichen Körperbau her den anderen Arten der Gattung.
Der Carapax (Rückenschild des Prosomas, bzw. Vorderkörpers) ist von brauner bis dunkelbrauner Färbung und dicht mit grauen Setae (chitinisierte Haare) bedeckt. Aufgrund dessen haben lebende Individuen der Art eine aschgraue Erscheinung. Das auf dem Carapax befindliche und für die Gattung typische mediane (mittlere) Längsband ist beim Kieslaufwolf nur im Brustbereich ausgeprägt und erscheint undeutlich sowie gelblich rot. Auch trägt der Carapax der Art wie bei den anderen Laufwölfen laterale (seitliche) Bänder, die hier schmal verlaufen und sich in drei bis fünf Flecken auflösen. Diese Bänder sind gelb gefärbt. Der Augenbereich ist anders als bei anderen Vertretern der Gattung nicht dunkler als andere Teile des Carapax und wie der Rest von diesem mit grauen Setae bedeckt. Beim wesentlich dunkleren Männchen ist das Medianband kaum sichtbar und auch die Lateralbänder erscheinen sehr reduziert.
Die Beine sind gelb gefärbt und schwach geringelt. Diese Annullierungen erscheinen bräunlich. Alternativ können die Beine auch fleckig und nicht geringelt in Erscheinung treten, sind aber immer sehr blass. Die Femora (Schenkel) und die Patellae (Glieder zwischen Femora und Tibien, bzw. Schienen) des Männchens sind frontal leicht behaart. Die Metatarsen (Fersenglieder) und darunter besonders die des vierten Beinpaares sind einfarbig. Darüber hinaus sind beim Männchen die Tarsen (Fußglieder) gleichmäßig gelb gefärbt.
Das Opisthosoma (Hinterleib) besitzt eine grau-schwarze Farbgebung und zumeist keine Zeichenelemente. Alternativ kann dieser Körperabschnitt eine weiße, in Flecken angelegte Ansammlung von Setae und ein undeutliches, gelbes sowie lanzettförmiges Herzmal oder gelbliche Flecken aufweisen, die dann jedoch undeutlich sind. Außerdem trägt das Opisthosoma gelegentlich einige Flecken und Querlinien, die aus weißen Setae gebildet werden.
Es gibt auch Nachweise von Exemplaren des Kieslaufwolfs ohne helle Zeichenelemente oder graugelblichen Weibchen sowie fast schwarzen Männchen.

### Genitalmorphologische Merkmale
Ein einzelner Bulbus (männliches Geschlechtsorgan) des Kieslaufwolfs ist mit einer tegulären (rückseitigen) und stark gebogenen Apophyse charakterisiert. Außerdem haben bei diesem Geschlecht einzelne Segmente der Pedipalpen (umgewandelte Extremitäten im Kopfbereich) eine schwarze Grundfärbung, wobei die Spitze des Tarsus dort jedoch heller ist. Letzteres Segment ist hier einen Millimeter lang und mit grauen Setae bestückt.
Die Epigyne (weibliches Geschlechtsorgan) der Art ist durch das schlanke Septum (Trennwand) unverkennbar. Dieser kann zusätzlich einen mehr oder weniger langen Stiel aufweisen. Das Septum ist überdies 0,5 Millimeter lang. Des Weiteren ist die beim Kieslaufwolf dreieckige Epigynenplatte länger als breit.

### Ähnliche Arten

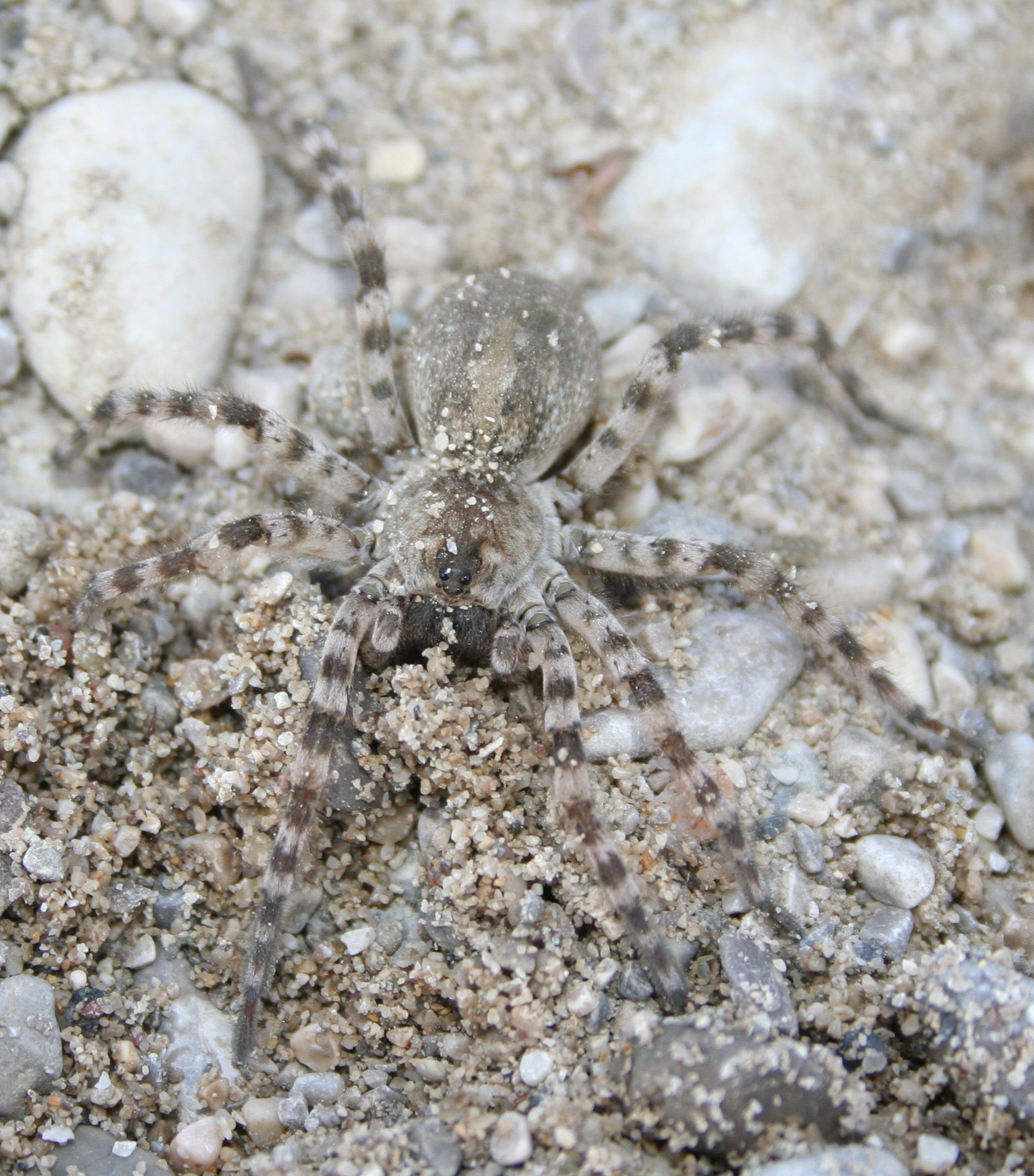
Weibchen der Flussuferwolfspinne (Arctosa cinerea)

Der Kieslaufwolf kann insbesondere mit dem ebenfalls zu den Laufwölfen (Pardosa) zählenden Gebirgsbach-Laufwolf (P. saturatior) verwechselt werden, der allerdings zumeist größer wird und über eine dunklere Farbgebung verfügt. Außerdem ist beim Männchen des Gebirgsbach-Laufwolfs die Behaarung der Femora und der Patellae an der Frontalseite der Beine fehlend. Beide Arten verfügen über sehr ähnlich aufgebaute Geschlechtsorgane, wobei die des Gebirgsbach-Laufwolfs ebenfalls entsprechend größer ausfallen.
Eine weitere dem Kieslaufwolf ähnliche Art innerhalb der gleichen Gattung ist Pardosa luctinosa. Bei dieser ist die täguläre Apophyse jedoch nur leicht gebogen. Die Epigyne von P. luctinosa hat ein weniger flaches Septum und posterior (hinten) eine Furche.
Daneben gibt es noch weitere Wolfspinnen, die wie der Kieslaufwolf Kies- und Schotterbänke bewohnen und diesem aufgrund der daran angepassten Tarnfärbung entfernt ähneln. Beispiele sind verschiedene Arten aus der Gattung der Wühlwölfe (Arctosa) oder der Piratenspinnen (Pirata). Obgleich Vertreter letzterer Gattung zumindest meistens eine dem Kieslaufwolf ähnliche Körperdimension aufweisen, können die Arten der Wühlwölfe wesentlich größer ausfallen.

## Vorkommen

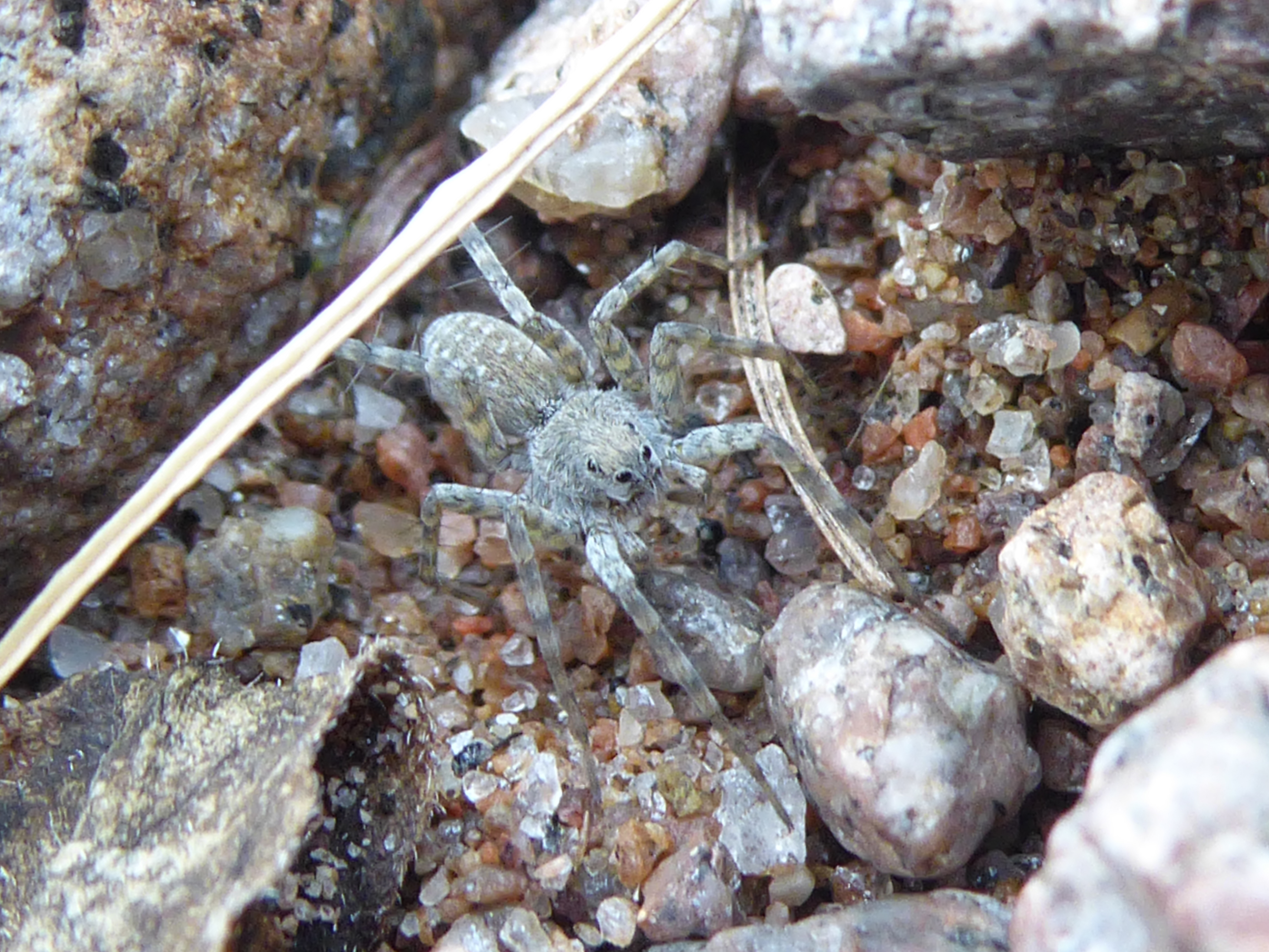
Weibchen in der italienischen Gemeinde Paludi (Provinz Cosenza in der Region Kalabrien)

Das gesamte Verbreitungsgebiet des Kieslaufwolfs erstreckt sich von Europa über die Türkei, Kaukasien, Russland (europäischer Teil bis Südsibirien), Zentralasien bis nach China. In Europa selber ist die Art in Spanien, Frankreich, der Schweiz, Italien, Österreich, Deutschland, Polen, Lettland, Tschechien, der Slowakei, der Ukraine, dem zentralen europäischen Teil Russlands, Rumänien, Serbien, Slowenien, Kroatien, Montenegro, Albanien, Nordmazedonien sowie in Griechenland und in Vorderasien zusätzlich in Georgien nachgewiesen.

### Lebensräume

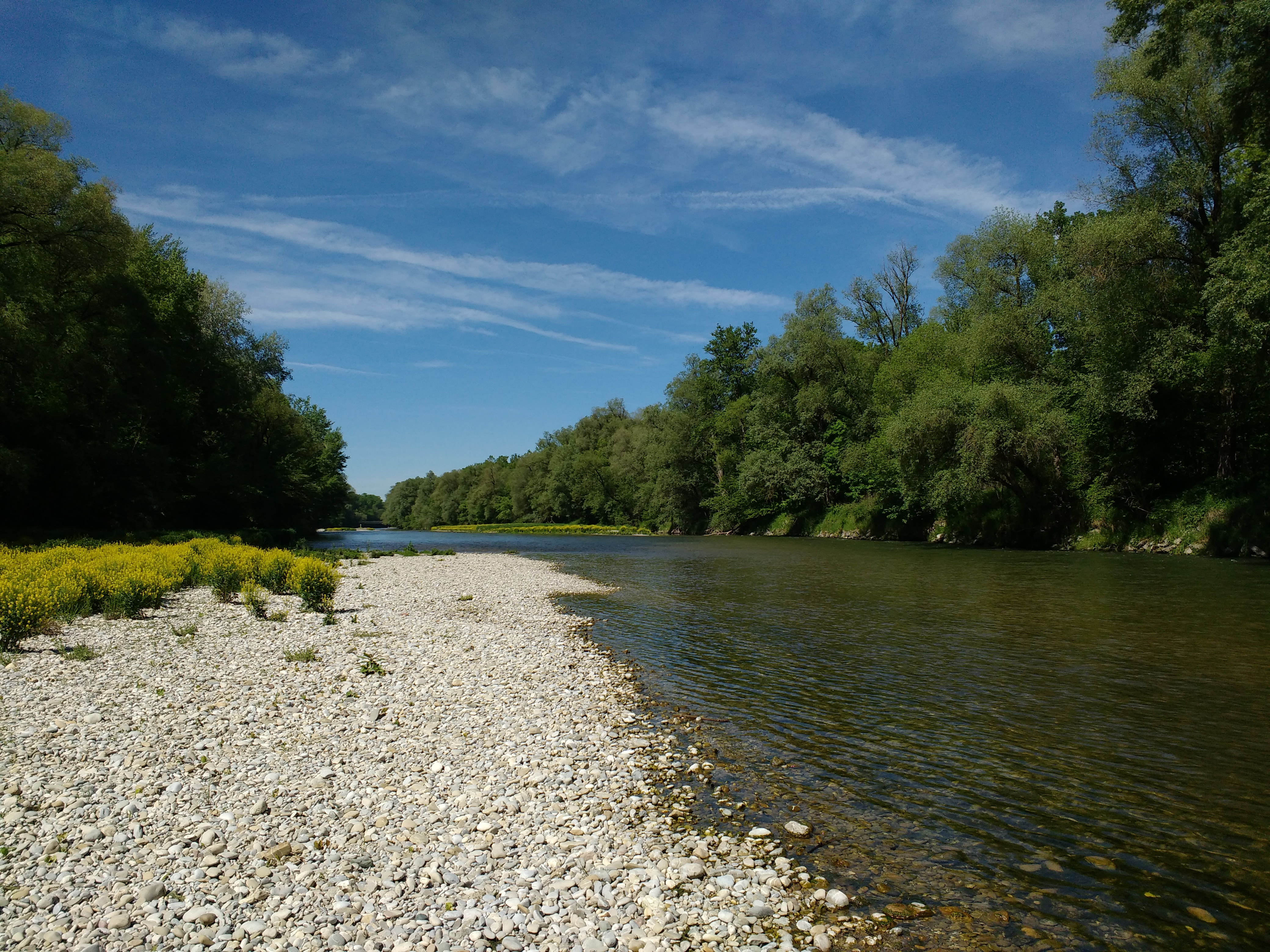
Vegetationsarmes Kiesufer der Isar bei Marzling (Landkreis Freising in Bayern), eines der Habitate des Kieslaufwolfs.

Der Kieslaufwolf ist in seinem Verbreitungsgebiet ausschließlich in gebirgigen Regionen vertreten. Zu den Habitaten (Lebensräumen) der Art zählen entsprechend dem Trivialnamen mitunter breite, vegetationsarme Ufer alpiner Flüsse, die aus Kies bestehen. Genauso bewohnt der Kieslaufwolf Schotterbänke bei Bach- oder Flussufern. Die Art ist von Tallagen bis in Höhen von 1400 Metern über dem Meeresspiegel vorfindbar. Seltener werden von dem Kieslaufwolf sandige Ufer als Lebensraum genommen. Durch ihre Habitatsansprüche gilt die Art als hygrophil (feuchtigkeitsliebend).
In Deutschland sind geeignete Areale für den Kieslaufwolf selten. Dort kommt er etwa an den Ufern der Isar zwischen Freising und Moosburg vor. Häufig ist die Art dabei in den Uferbereichen des Flusses, die kaum Vegetation aufwiesen. An diesen Bereichen wurde der Kieslaufwolf aber erst 2017 etabliert nachgewiesen. Zuvor galt die Art an den Ufern der Isar lediglich südlich von München präsent.

### Bedrohung und Schutz
Die Populationen des Kieslaufwolfs sind je nach Land und Region unterschiedlich gewertet. In der Roten Liste gefährdeter Arten Tiere, Pflanzen und Pilze Deutschlands bzw. der Roten Liste und Gesamtartenliste der Spinnen Deutschlands (2016) wird die Art in die Kategorie 3 („gefährdet“) eingestuft, wo sie allgemein als selten gilt. Die Bestände des Kieslaufwolfs in Deutschland gelten langfristig als mäßig rückgängig, während für kurzfristige Analysen nicht genug Daten vorliegen.
In der Roten Liste der Spinnen Kärntens (1999) wird der Kieslaufwolf in der Kategorie 2 („stark gefährdet“) aufgefasst, während die Art in der Roten Liste Tschechiens nach IUCN-Maßstab in die Kategorie CE („Critically Endangered“) sowie in der Roten Liste der Slowakei in der Kategorie in der Kategorie V („Vulnerable“) erfasst wird.

## Lebensweise
Der Kieslaufwolf zählt wie alle Laufwölfe (Pardosa) zu den tagaktiven Wolfspinnen (Lycosidae) und legt wie die anderen Arten und somit im Gegensatz zu anderen Vertretern der Familie keine Wohnröhren an. Stattdessen lebt die Spinne freilaufend am Boden.
Der Kieslaufwolf kann wie einige andere Wolfspinnen auch auf der Wasseroberfläche laufen, wo er durch seine flinke Fortbewegung sehr auffällig sein kann. Die Art kann zusätzlich unter Wasser tauchen. Im Gegensatz dazu ist der Kieslaufwolf an Land durch seine Farbgebung auf Kies und Schotter gut getarnt.

### Jagdverhalten und Beutespektrum
Der wie alle Spinnen räuberisch lebende Kieslaufwolf teilt mit vielen anderen Wolfspinnen (Lycosidae) die Eigenschaft, als freilaufender Lauerjäger ohne Spinnennetz zu jagen. Dabei nutzt er seine gut entwickelten Augen zur Wahrnehmung von Beutetieren, die aus einigen Zentimetern Entfernung geortet werden können. Ist dies geschehen, pirscht sich die Spinne an das Beutetier an und überwältigt es bei ausreichender Nähe im Sprung und einem darauf mittels der Cheliceren (Kieferklauen) versetzten Giftbiss, ehe es verzehrt wird. Wie andere Laufwölfe (Pardosa) erbeutet auch der Kieslaufwolf kleinere Insekten.

### Lebenszyklus und Phänologie

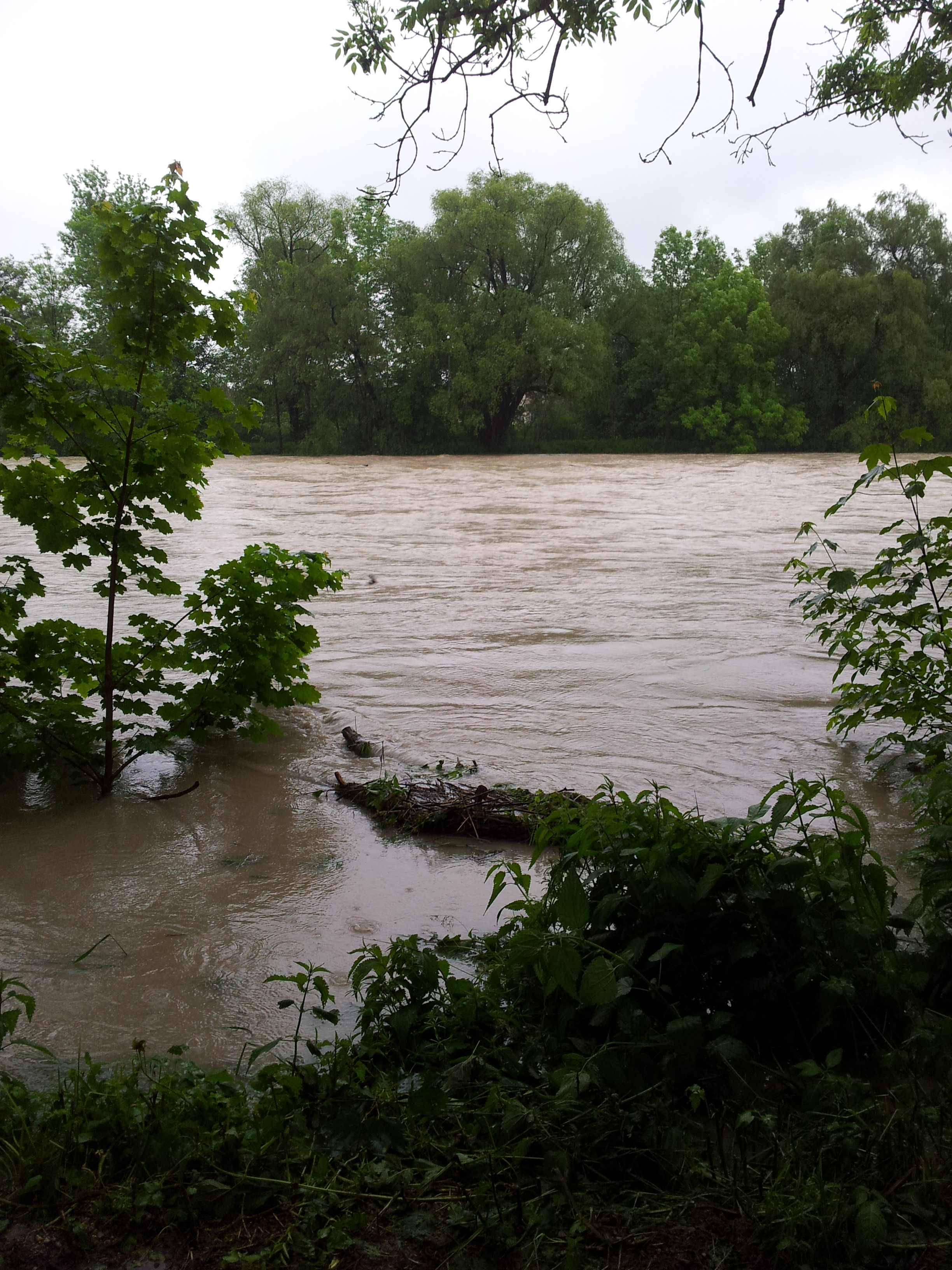
Die Isar mit Hochwasser (2013). Nach Überschwemmungen eines Gewässers nimmt die Fundrate des Kieslaufwolfs an selbigem Gewässer in der darauf folgenden Zeit signifikant ab.

Der Lebenszyklus des Kieslaufwolfs wird wie bei anderen in den gemäßigten Klimazonen vorkommenden Spinnen von den Jahreszeiten beeinflusst. Gleiches ist auch bei Hochwasser der Gewässer der Fall, die von der Spinne bewohnt werden. Sollte das Wasser dort für einen bestimmten Zeitraum übertreten, ist im Folgemonat dieses Ereignisses eine geringere Individuendichte des Kieslaufwolfs an diesem Gewässer zu vermerken, was sich sowohl auf die Anzahl von ausgewachsenen als auch bei heranwachsenden Exemplaren bemerkbar macht. Ein ähnliches Phänomen ist bei dem ebenfalls zu den Wolfspinnen (Lycosidae) zählenden sowie Gewässerufer bewohnenden Gebirgsbachpirat (Piratula knorri) bemerkbar. Die Phänologie (Aktivitätszeit) der Art beläuft sich bei den ausgewachsenen Individuen auf den Zeitraum zwischen April und Juli.
Das Fortpflanzungsverhalten des Kieslaufwolfs ist ebenfalls mit dem anderer Wolfspinnen (Lycosidae) identisch und schließt somit auch ein Balzverhalten ein. Dieses dem des Gebirgsbach-Laufwolfs (P. saturatior) sehr ähnlichen Verhalten wurde 2008 genauer untersucht. Bei dem Kieslaufwolf wird die Balz überwiegend durch schnelle und einheitliche Bewegung des Körpers und der Pedipalpen charakterisiert und beginnt mit einer taktischen Bewegung der Pedipalpen, deren Intensität fortlaufend zunimmt, bis diese schließlich in die Weite gehende Bewegungszüge angenommen haben. Das balzende Männchen hebt beide Pedipalpen gleichzeitig in die Luft, ehe es diese Extremitäten wieder zügig absenkt. Dabei können diese mit dem Untergrund in Berührung kommen. Bei Annäherung des Weibchens ist beim Männchen eine vermehrt stärker werdende Vibration des Körpers bemerkbar. Außerdem führt es währenddessen mit dem vordersten Beinpaar peitschende Bewegungen aus.
Zur Paarung kommt es, sofern das Weibchen die Paarungswilligkeit des Männchens erwidert. Die Begattung erfolgt in der für Spinnen der Überfamilie der Lycosoidea typischen Position, bei der das Männchen das Weibchen frontal besteigt, sodass beide übereinander befindliche Geschlechtspartner dann jeweils in die entgegengesetzte Richtung blicken. Das Männchen führt anschließend zum Zwecke der Spermienübertragung jeweils einen Bulbus in die Epigyne des Weibchens ein. Die Paarungszeit beläuft sich beim Kieslaufwolf auf den Zeitraum zwischen Frühjahr und Sommer.

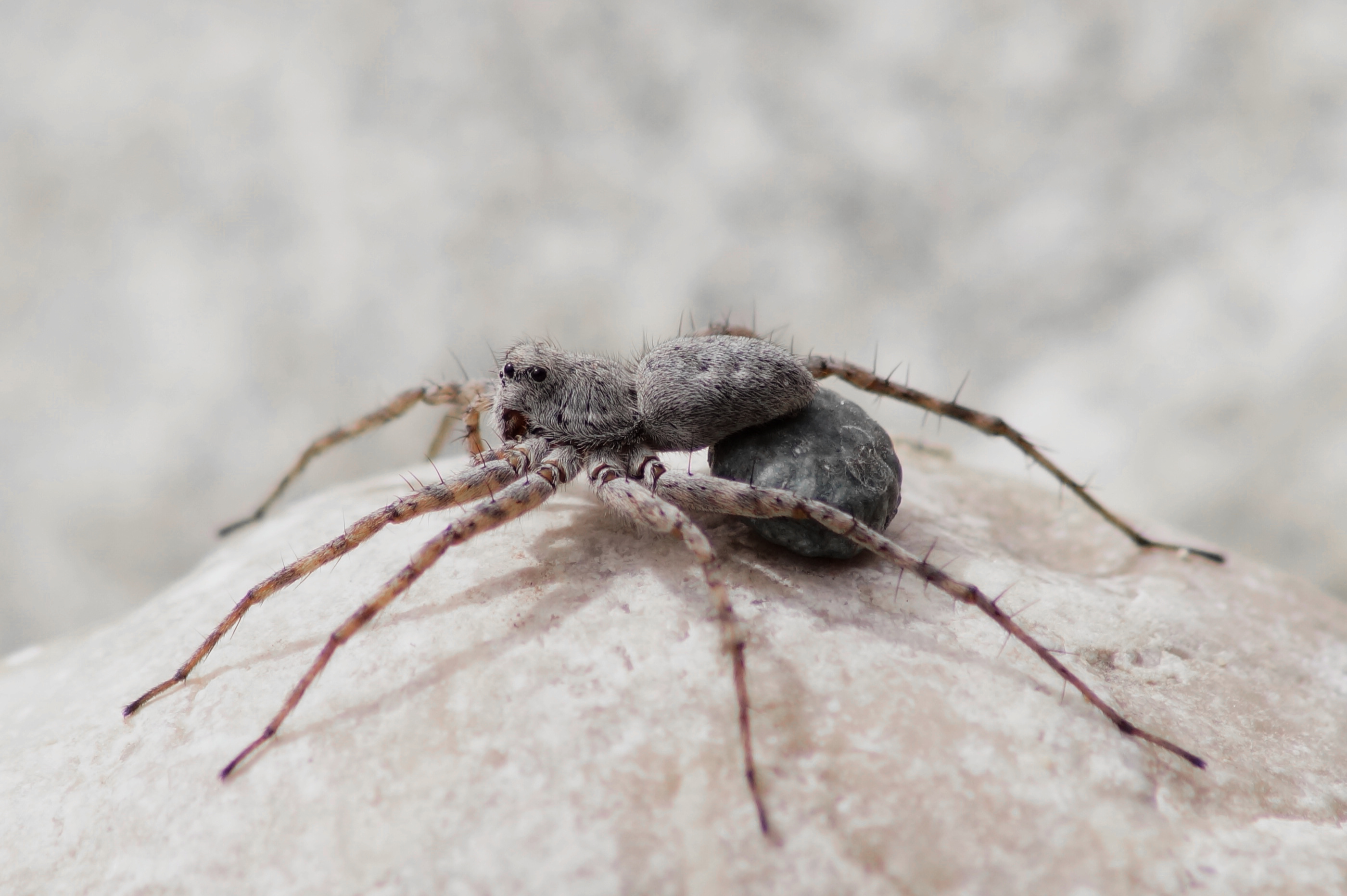
Weibchen mit Eikokon

Ein begattetes Weibchen fertigt einige Zeit nach der Paarung, jedoch ebenfalls in der gleichen Zeitspanne, einen Eikokon an, der von diesem, wie es für Wolfspinnen üblich ist, an den Spinnwarzen angeheftet, mit sich getragen wird. Auch klettern die Jungtiere nach dem Schlupf auf das Opisthosoma ihrer Mutter und lassen sich von dieser für einige Zeit tragen, ehe sie sich von dieser trennen. Die ausgewachsenen Tiere dieser Generation verenden dann im September oder im Oktober. Die Jungtiere überwintern im juvenilen oder subadulten Stadium und erlangen im Folgejahr die Geschlechtsreife.

## Systematik

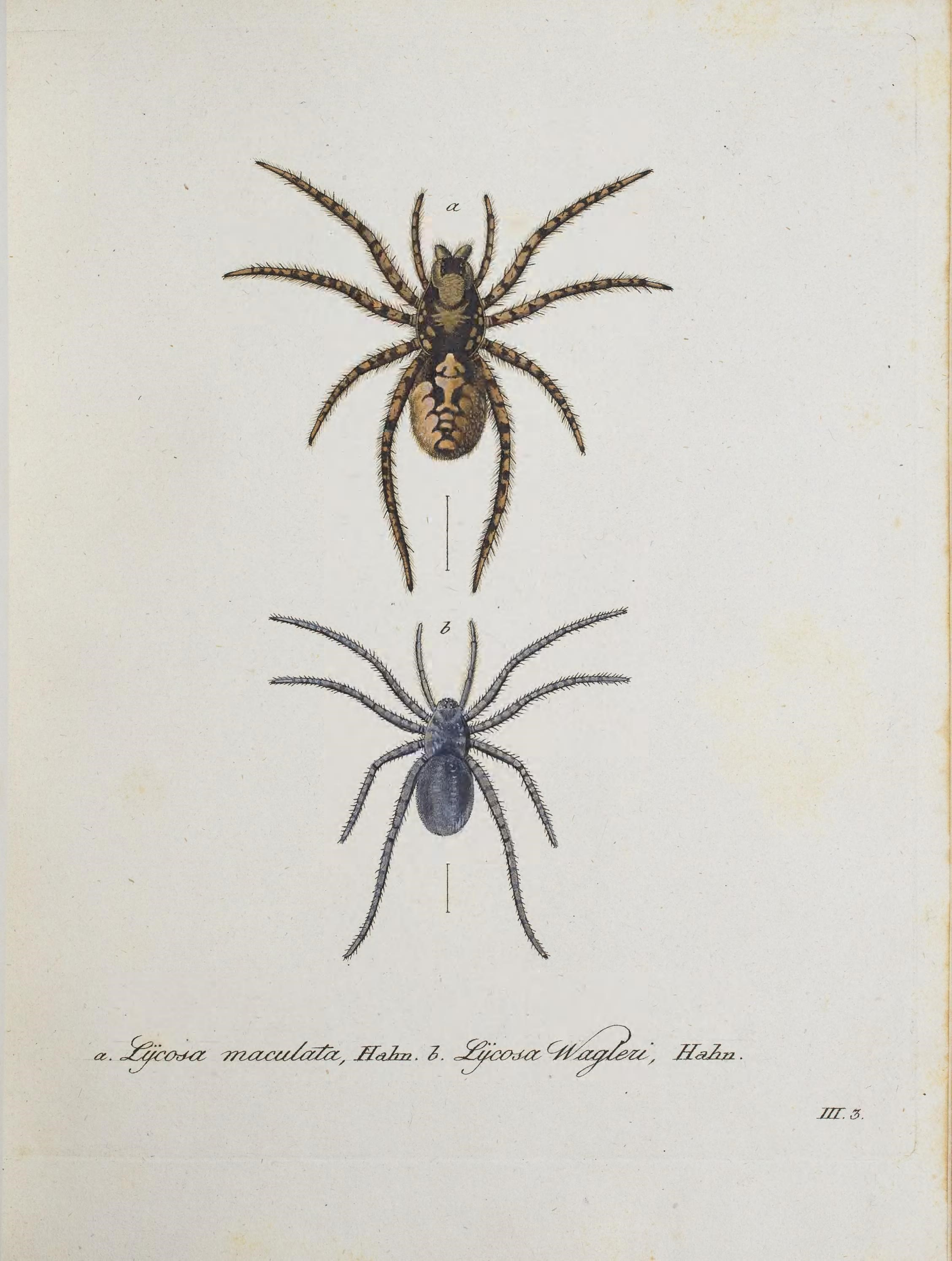
Ausschnitt aus Monographia Aranearum = Monographie der Spinnen (1829) von Carl Wilhelm Hahn, wo der Kieslaufwolf (unten) als Lycosa wagleri bezeichnet wird.

Die Systematik befasst sich im Bereich der Biologie sowohl mit der taxonomischen (systematischen) Einteilung als auch mit der Biologie und mit der Nomenklatur (Disziplin der wissenschaftlichen Benennung) von Lebewesen und somit auch denen des Kieslaufwolfs.
Die Art erhielt bei ihrer Erstbeschreibung 1822 vom Autor Carl Wilhelm Hahn die Bezeichnung Lycosa waglerii und wurde somit wie damals alle Wolfspinnen (Lycosa) in die Gattung Lycosa eingeordnet. Unter Eugène Simon wurde der Kieslaufwolf erstmals in die Gattung der Laufwölfe (Pardosa) eingeordnet und erhielt dabei zeitgleich auch erstmals seine noch heute gültige Bezeichnung Pardosa wagleri, die seit einem weiteren Anwenden dieser Bezeichnung unter gleichem Autor für die Art 1937 durchgehend angewendet wird.
Hahn ehrte bei der Erstbeschreibung mit der Bezeichnung waglerii einen Herrn Dr. Wagler, der ihm den Holotyp (für die Erstbeschreibung angewandtes Exemplar) zur Verfügung stellte. Von Hahn erhielt der Kieslaufwolf damals den Trivialnamen „Waglers-Jagdspinne“.